# Malaccolabis metallica
Malaccolabis metallica är en mångfotingart som beskrevs av Karl Wilhelm Verhoeff 1937. Malaccolabis metallica ingår i släktet Malaccolabis och familjen Scolopendridae. Inga underarter finns listade i Catalogue of Life.